# Dalea macrotropis
Dalea macrotropis är en ärtväxtart som beskrevs av Sebastian Schauer. Dalea macrotropis ingår i släktet Dalea, och familjen ärtväxter. Inga underarter finns listade i Catalogue of Life.